# Suussamyr (Suussamyr)
Suussamyr (kirgisisch Суусамыр) ist eine Dorfsiedlung im Süden des Suusamyr-Tals, einem Hochgebirgstal in Kirgisistan. Verwaltungstechnisch gehört das Dorf zur Landgemeinde Suussamyr, deren Verwaltungssitz es auch ist, im Rajon Dschajyl des Oblus Tschüi. Das Dorf hat 3185 Einwohner (2015).
Suussamyr erstreckt sich auf einer Länge von rund 4 km von Nordwesten nach Südosten entlang der Straße M16 (A367) und entlang einer von dieser nach Norden anzweigenden Nebenstraße am nördlichen, orographisch linken Ufer des Flusses Suusamyr. Dieser vereinigt sich etwa 15 km weiter südöstlich bei Koschomkul mit dem von Nordosten kommenden Karakol (auch „Westlicher Karakol“) und bildet damit den Kökömeren, der das Suusamyr-Tal dann nach Süden durch eine enge Schlucht zwischen den Gebirgsketten des Suusamyrtoo im Westen und des Dschumgaltoo im Osten verlässt.